# Guillijn Peter van der Zeepen
Guillijn Peter van der Zeepen († Januar 1711 in Aurich) war Hofmaler am ostfriesischen Hof. Zudem malte er zahlreiche Porträts und Genrestücke für wohlhabende Bürger.
Über seine Ausbildung und Herkunft ist nichts bekannt. Er taucht im Jahr 1693 zum ersten Mal auf Rechnungen der Fürsten Familie Cirksena auf. Im Jahr 1696 kauft er in Norden ein Haus am Markt. Ein Jahr später am 27. April 1697 heiratet er dort Jacoba Haberechts († 24. Dezember 1703 in Aurich) und erhielt als ein Schilder das Bürgerrecht.
Er muss sich 1693 großer Wertschätzung erfreut haben, denn sein Gehalt wird mit 220 Talern angegeben – zum Vergleich, ein Apotheker verdiente damals um 100 Taler. Die chronische Geldnot des Fürstenhauses reduzierte das aber bald auf sporadisch bezahlte 100 Taler. Daher kamen auch andere Aufgaben, so gab er den Prinzen Carl Enno (1692–1709) und August Enno (1697–1725) Zeichenunterricht. Dafür stand ihm im Schloss ein eigener Raum zur Verfügung.

## Werk

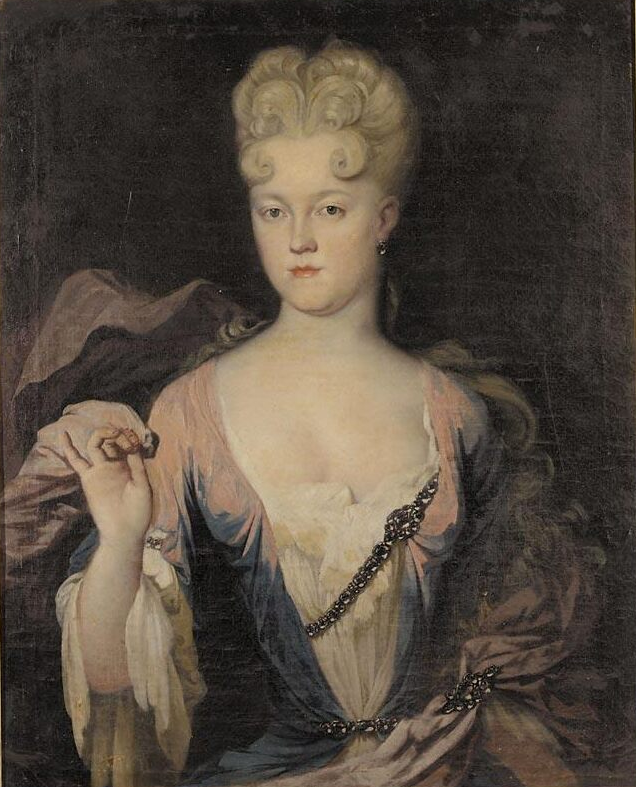
Guillijn Peter van der Zeepen: Porträt der Prinzessin Marie Charlotte von Ostfriesland. ca. 1711

Über sein Werk ist sehr wenig bekannt, denn als der preußische König Friedrich II. 1744 Ostfriesland erbt, ließ er die Schlösser und deren Inventar meistbietend versteigern. So wurden 31 seiner Werke verkauft. Eine Reihe von Porträts kamen aber auch als Geschenke an umgebende Fürstenhäuser und sind bis heute erhalten.
Daneben überlebten auch Bilder die außerhalb des Hofes entstanden. So gibt es das Porträt der Foelke Isabelle Tammena (1671–1758), das anlässlich ihrer Hochzeit im Jahre 1704 mit dem Administrator Hermann Arnold von Lengering († 1726).
Im Ostfriesischen Landesmuseum in Emden findet sich noch zwei Genrestücke die aus dem Jahr 1698: „Der Kampf um die Hose“ und „Lustige Geseltschaften und Possirliche Einfälle der Mahler“.